# Milu Multhaup-Appleton
Milu Multhaup-Appleton (ur. 31 maja 1988 w Coalgate) – nowozelandzki snowboardzista, specjalista w slopestyle’u i big air. Jak dotąd nie startował na igrzyskach olimpijskich i Mistrzostwa świata. Jego największym sukcesem jest 2. miejsce w slopestyle’u wywalczone w zawodach pucharu świata we włoskim Bardonecchia.

## Sukcesy

### Puchar Świata

#### Miejsca w klasyfikacji generalnej
- 2010/2011 –

#### Miejsca na podium w zawodach
1. Bardonecchia – 12 marca 2011 (Slopestyle) – 2. miejsce